# ريتشارد بيلمان
ريتشارد بيلمان (بالإنجليزية: Richard E. Bellman)‏ (و. 1920 – 1984 م) هو رياضياتي، وأستاذ جامعي، وعالم حاسوب أمريكي، ولد في بروكلين، وكان عضوًا في الأكاديمية الأمريكية للفنون والعلوم، توفي في لوس أنجلوس، عن عمر يناهز 64 عاماً، بسبب مرض.

## التعليم
تعلم في جامعة برنستون، وجامعة ويسكونسن-ماديسون، وكلية بروكلين.

## أعمال بارزة
من أهم أعماله:
- برمجة ديناميكية.

## جوائز
حصل على جوائز منها:
- جائزة ريتشارد بيلمان التراثية (1984)
- ميدالية الشرف لمعهد مهندسي الكهرباء والإلكترونيات [الإنجليزية]‏ (1979)
- جائزة جون فون نيومان للنظريات (1976)
- جائزة ديكسون في العلوم  [لغات أخرى]‏ (1971)
- Norbert Wiener Prize in Applied Mathematics [الإنجليزية]‏.